# Heliconiinae
Le Heliconiinae Swainson, 1822 sono una sottofamiglia di lepidotteri, appartenente alla famiglia Nymphalidae.

## Alcune specie

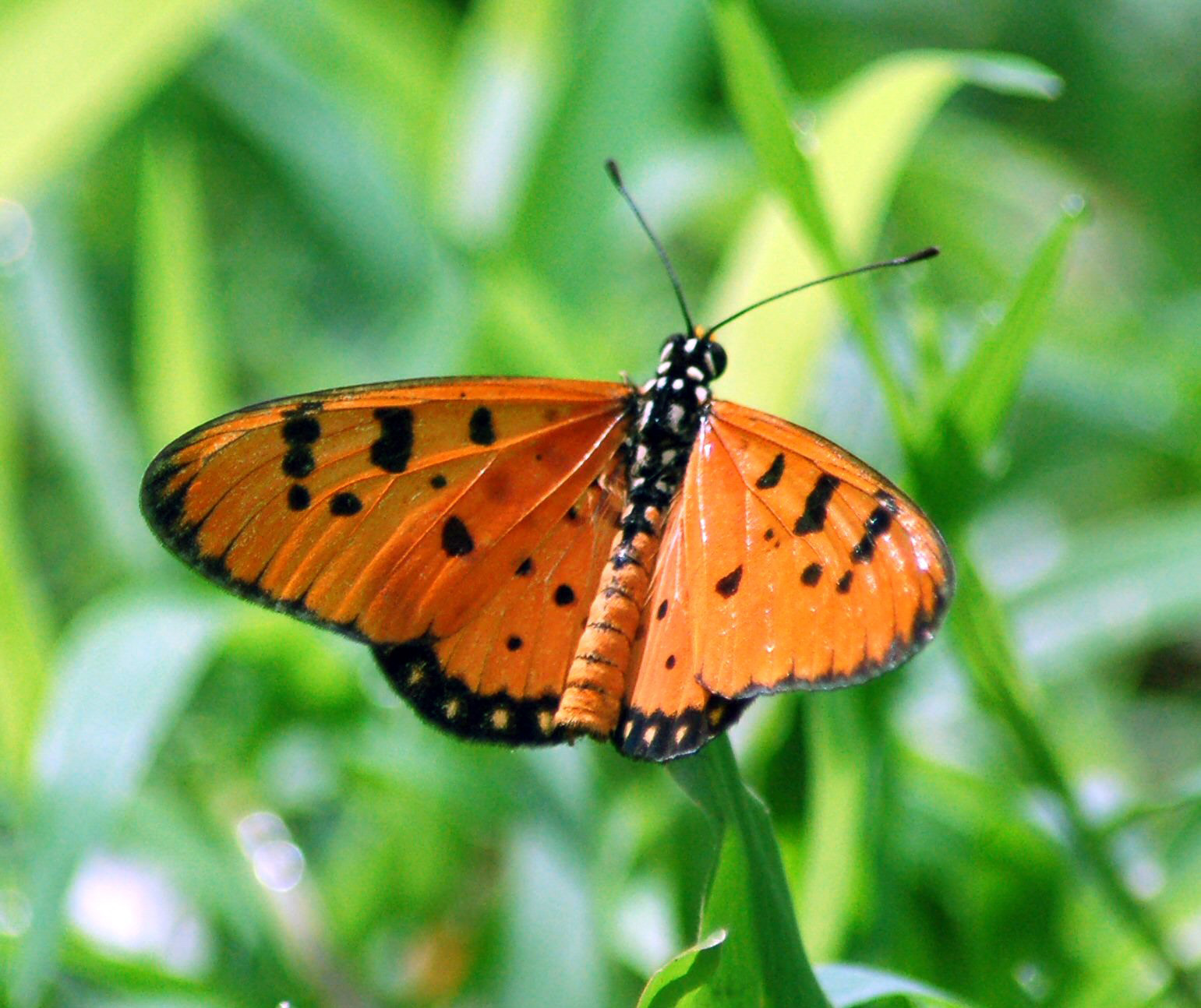
Acraea terpsicore (Acraeini)
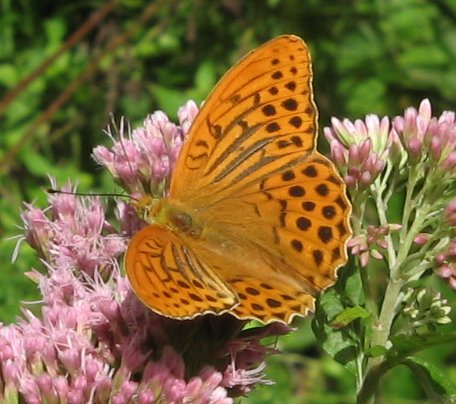
Argynnis paphia (Argynnini)
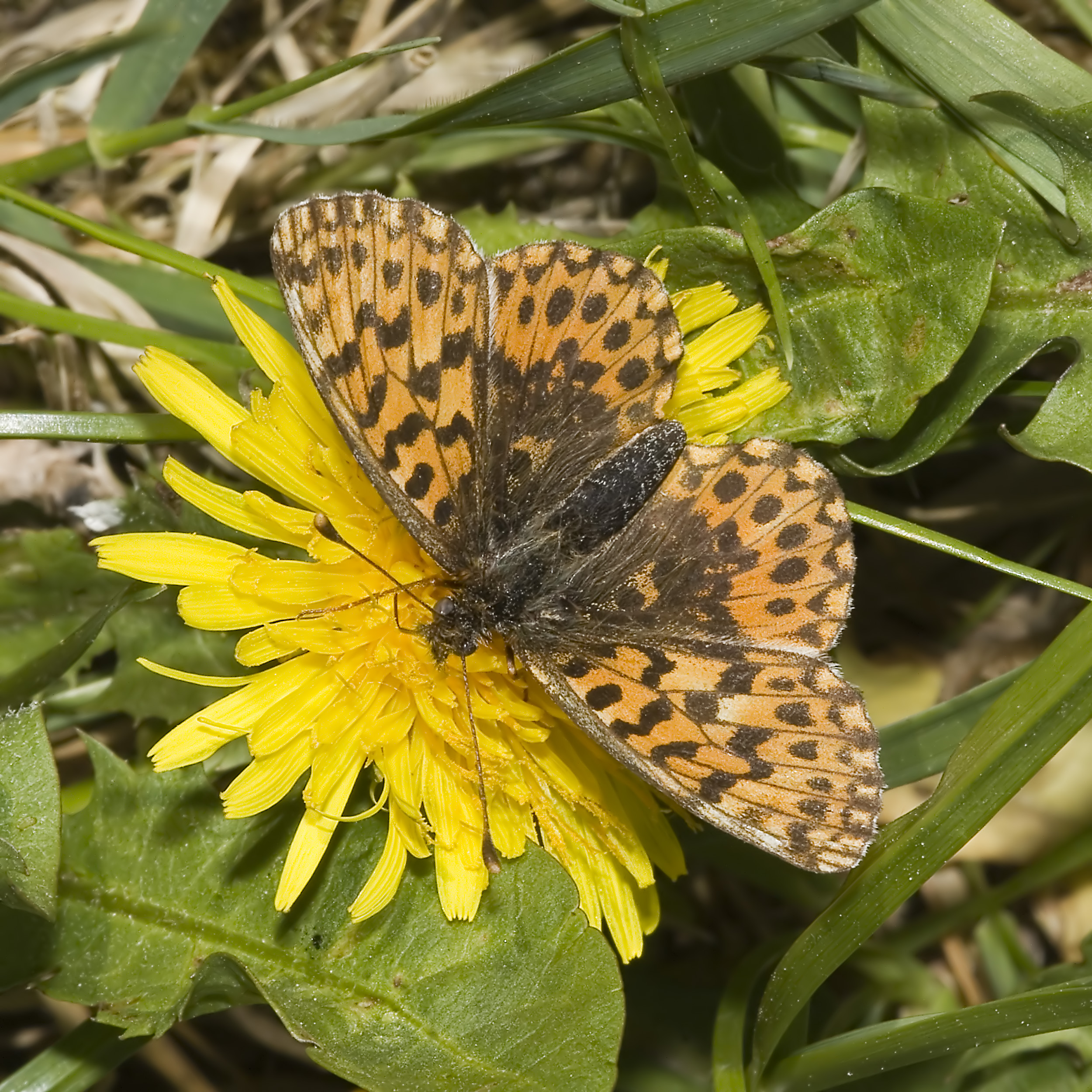
Boloria dia (Argynnini)
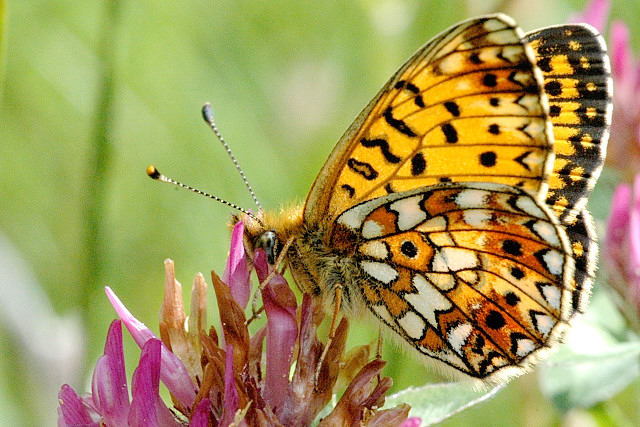
Boloria selene (Argynnini)
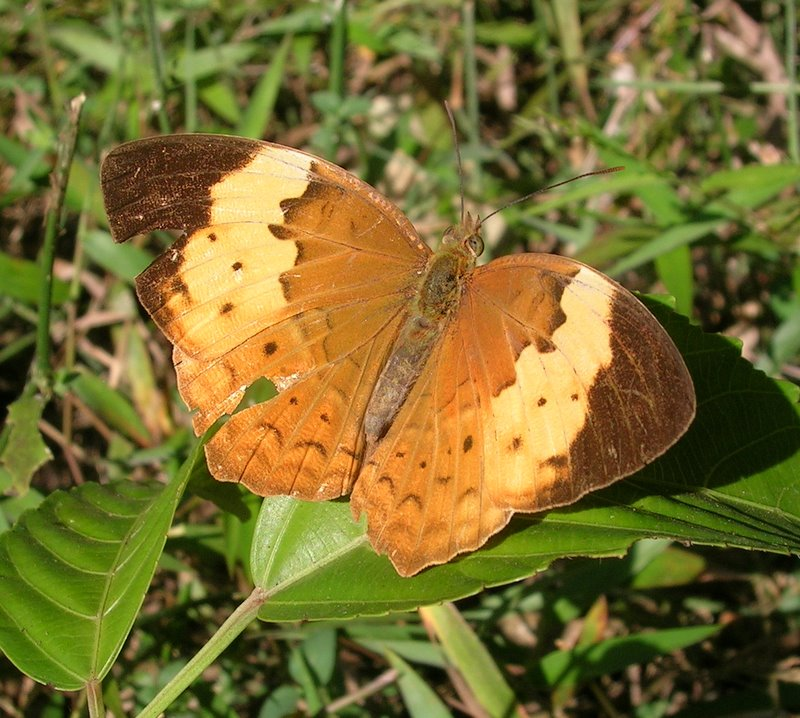
Cupha erymanthis dandeli (Vagrantini)
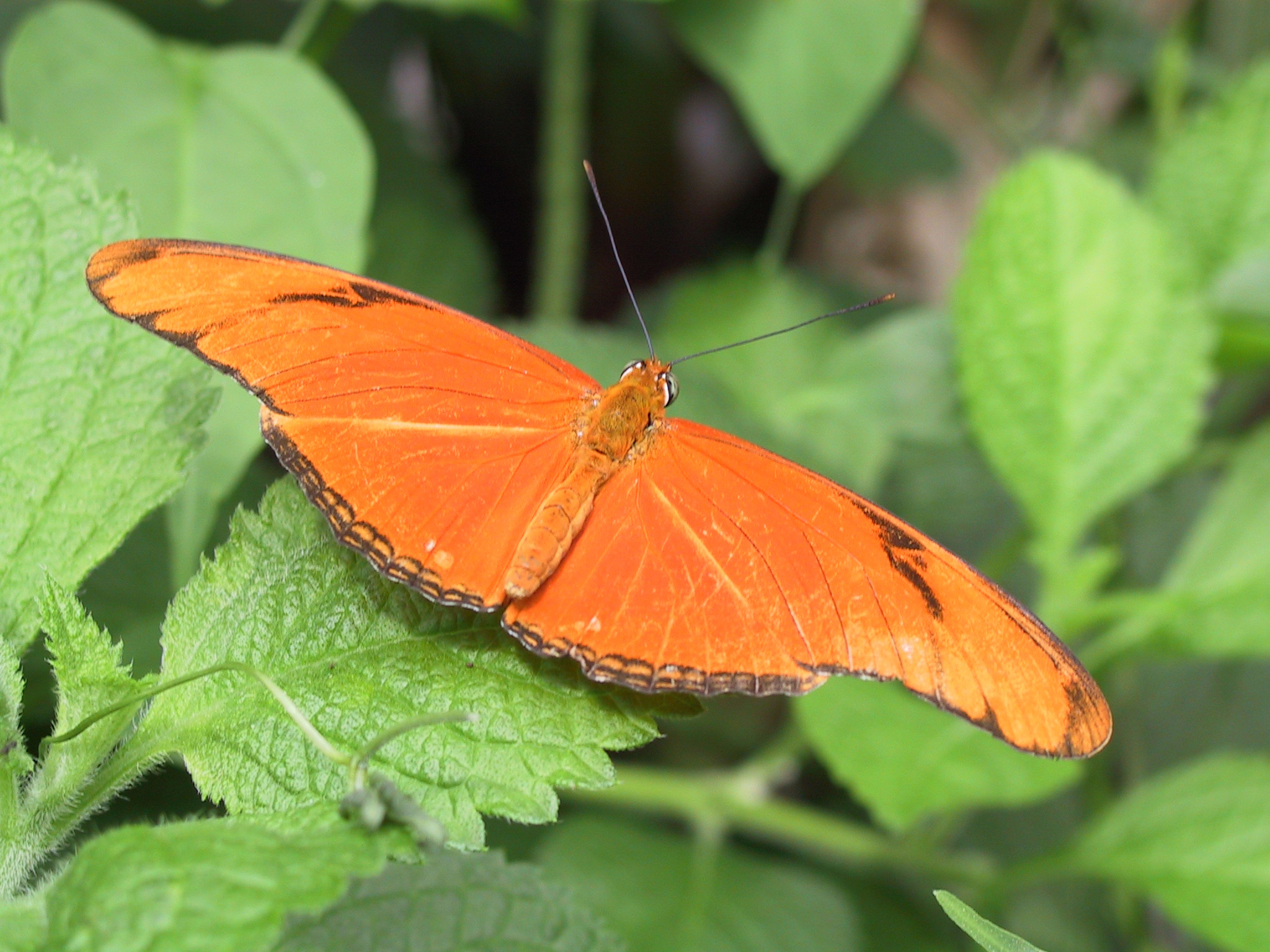
Dryas iulia (Heliconiini)
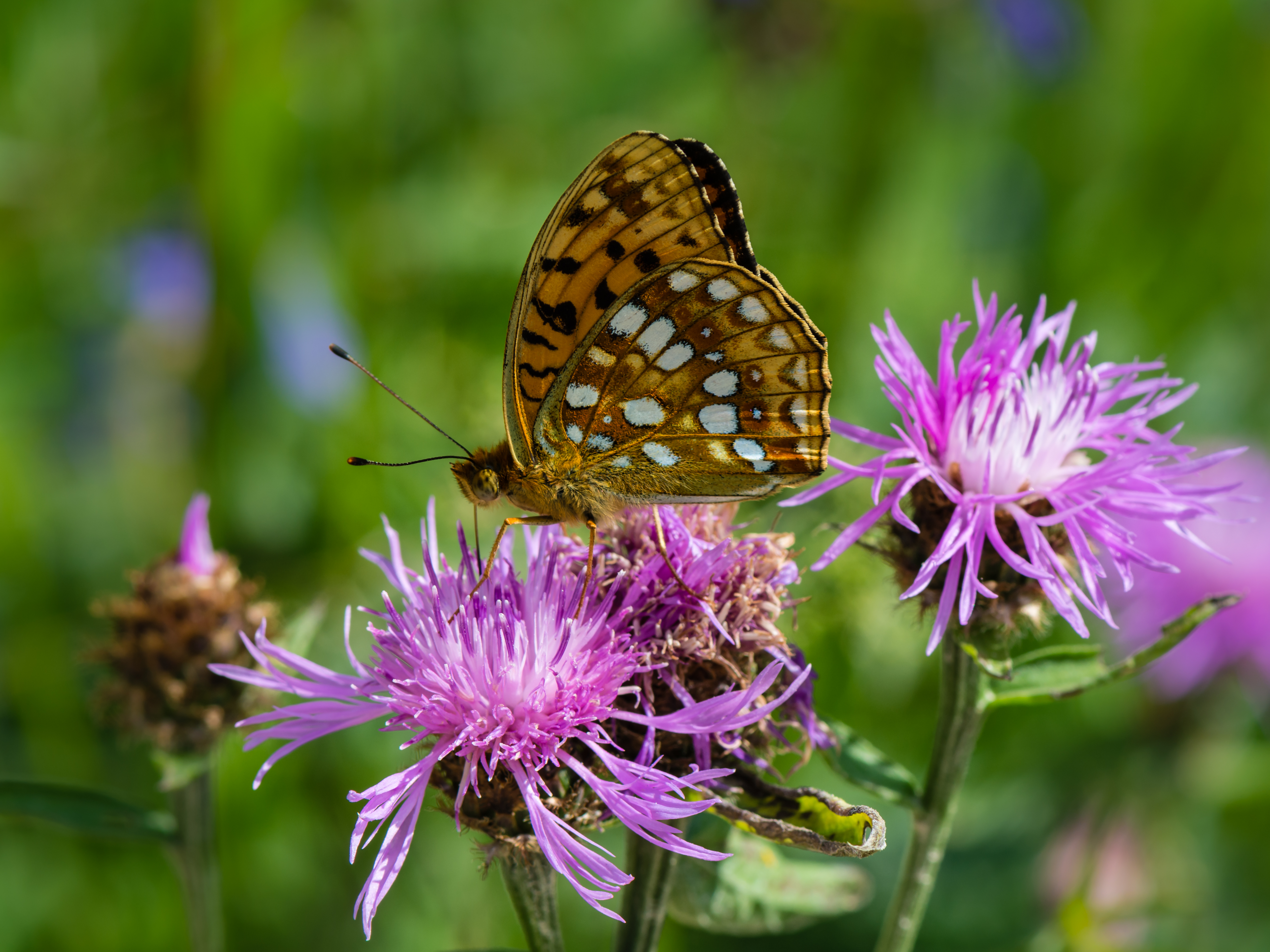
Fabriciana adippe (Heliconiini)
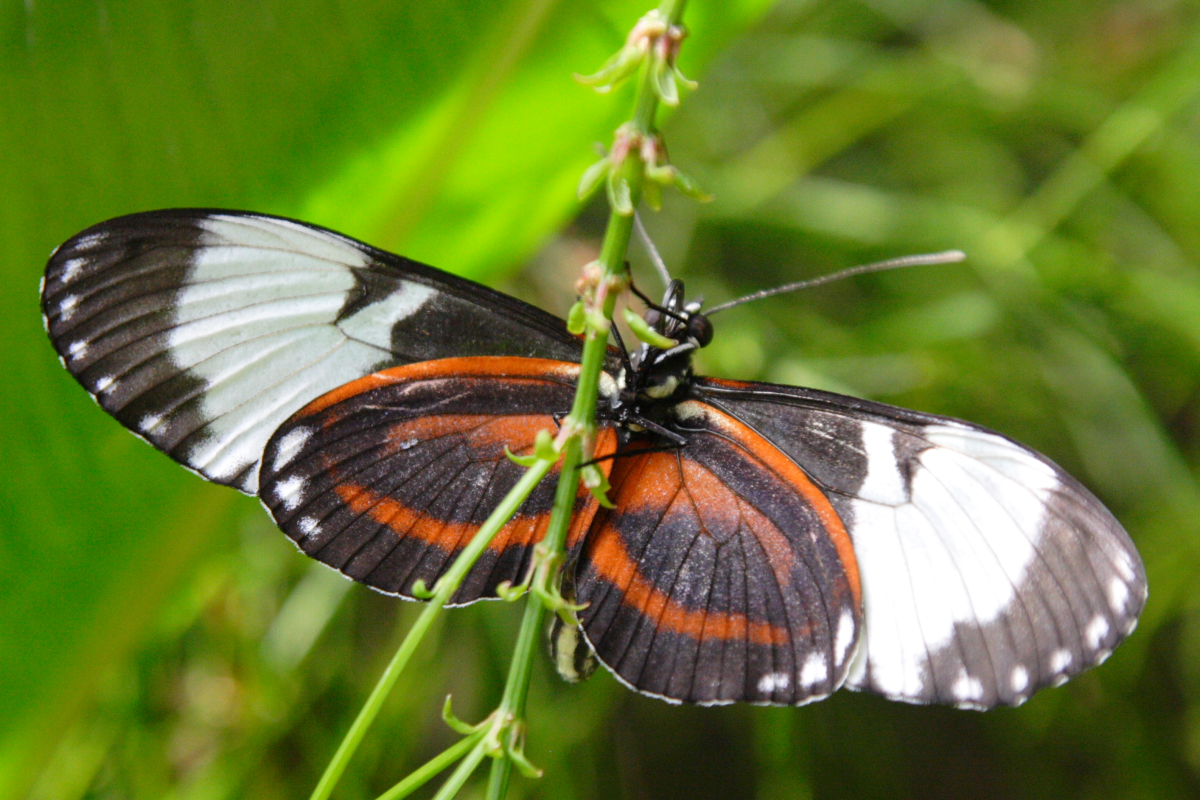
Heliconius cydno (Heliconiini)